# Дубинский, Ефим Моисеевич
Ефи́м Моисе́евич Дуби́нский (10 марта 1927, Смела — 7 июня 2006, Киев) — украинский советский архитектор, член Союза архитекторов Украины с 1955 года, заслуженный архитектор Украины (1995).

## Биография
Родился в Киеве, в 1944—1950 годах обучался на факультете гражданского строительства Киевского инженерно-строительного института, преподаватель Я. А. Штейнберг.
В 1950 года по распределению был направлен в Кемерово, где до армии работал в управлении главного архитектора. В 1950—1952 годах — служба в Советской Армии. После демобилизации переехал в Севастополь, где работал в проектном институте Военморпроект № 30 на должности архитектора. В 1955—1978 годах — в проектном институт «Гипроград», с 1965 года — главный архитектор архитектурно-планировочной мастерской № 3. С 1978 года — главный архитектор института «Укргипроречтранс», с 1979 года — главный архитектор института «Гипрогражданпромстрой», с 1986 года — заместитель начальника отдела НИПИградостроительства, с 1990 года — главный архитектор проектов кооператива «Проектировщик», с 1993 года — главный архитектор научно-проектировочного бюро «Лицензиарх». С 1997 года — руководитель творческой архитектурной мастерской «Е. Дубинский»).

## Творчество
В составе творческого коллектива:
- Стадион флота (1953, Севастополь).
- Административные и промышленные здания (1953, Севастополь).
- Маяк (Феодосия, 1954).
- Проекты градостроительного характера — генеральные планы Львова, Евпатории, Донецка, Макеевки, Актюбинска, Нетешина, других средних и малых городов (1964—1978, 1980, 1992).
- Проекты детальной планировки и застройки городов Владимира-Волынского, Черкасс, Лисичанска, Луцка, Симферополя, Киева, Нетешина, Гурьева (1959—1978, 1980, 1993—1995).
- Здание Института физкультуры (1957, Киев).
- Станция метро «Минская» (1982, Киев).
- Проект оздоровительного центра на 25-30 человек, главный корпус, (пригородная зона Киева, 1998).
- Конкурсный проект планировки и застройки центра Еревана (1974).
- Рабочий проект индивидуального усадебного жилого дома в пригородной зоне Киева (1999).